# Ocrepeira ectypa
Ocrepeira ectypa är en spindelart som först beskrevs av Charles Athanase Walckenaer 1842.  Ocrepeira ectypa ingår i släktet Ocrepeira och familjen hjulspindlar. Inga underarter finns listade i Catalogue of Life.